# Karl Friedrich von Sigel
Karl Friedrich Sigel, seit 1850 von Sigel, (* 27. August 1808 in Schorndorf; † 23. April 1872 in Stuttgart) war ein Beamter, Politiker und Finanzminister des Königreichs Württemberg.

## Werdegang
Karl Friedrich Sigel war der uneheliche Sohn von Justina Magdalena Straub (* 1791; † 1850) und des späteren Landtagsabgeordneten Karl Wilhelm Heinrich Binder. Karl Friedrich Sigels Mutter  heiratete 1812 den Schorndorfer Metzger Gottlieb Sigel, der seinen Stiefsohn 1821 adoptierte. Nach dem Besuch der Lateinschule in Schorndorf begann Sigel 1822 eine Ausbildung in der Schreibstube des Kameralamts Schorndorf als Inzipient. Allmählich rückte Sigel auf den Posten eines ersten Gehilfen vor. 1828 wurde er Buchhalter beim Kameralamt Schöntal und 1832 Revisionsassistent bei der Finanzkammer des Jagstkreises  in Ellwangen. Nach bestandener Dienstprüfung im Mai 1833 folgte im März 1837 die Beförderung zum Kanzleiassistenten.  In dieser Position war er mit der Ausführung der Ablösungsgesetze befasst, die  von Finanzminister Johann Christoph von Herdegen im Zuge der weiteren Ausgestaltung der Bauernbefreiung im Oktober 1836  durch den Landtag gebrachten worden waren.
Im August 1837 wurde er als Ministerialreferent ins Departement der Finanzen nach Stuttgart berufen. Im Oktober 1838 erfolgte seine Beförderung zum Finanzassessor und 1842 zum Finanzrat, seit 1843 in Verbindung mit der Stellung eines Kanzleidirektors. Seit 1844 befasste Sigel sich vorzugsweise mit den Angelegenheiten des Zollvereins. 1846 wurde Sigel zum Oberfinanzrat befördert und musste 1847 Maßnahmen gegen die infolge der Missernte aufgetretene große Teuerung durchführen.
1848 beriet Sigel im Namen der württembergischen Regierung den volkswirtschaftlichen Ausschuss der Deutschen Nationalversammlung in Frankfurt. Ende 1850 begleitete er den württembergischen Delegierten Constantin Franz von Neurath als finanzpolitischer Berater zur Konferenz der Bundesstaaten vom 23. Dezember 1850 bis 15. Mai 1851 in Dresden. Bei seinen Missionen nach Frankfurt und Dresden kam Sigel mit Rudolph von Delbrück und Carl von Hock in Kontakt.  1851 wurde Sigel zum Direktor der Forstabteilung der Oberfinanzkammer ernannt. Im März und April 1853 weilte Sigel bei der Zollvereinskonferenz in Berlin.
Im November 1858 wurde ihm in Stuttgart das Direktorium des königlichen Steuerkollegiums übertragen.  Am 26. April 1859 erfolgte seine Ernennung zum Mitglied der Kammer der Standesherren auf Lebenszeit. Am 31. Dezember 1861 wurde er im Range eines Staatsrats Leiter des Departements der Finanzen, was nach heutigem Verständnis der Funktion eines Finanzministers gleichkam, ohne dass Sigel jedoch formal zum Minister befördert wurde. Am 25. Juni 1864 starb König Wilhelm und am  21. September 1864 ersetzte der neue König Karl das Ministerium Linden durch das Ministerium Varnbüler. Damit endete Sigels Tätigkeit als Chef des württembergischen Departements der Finanzen und er wurde erneut Leiter der Forstdirektion.
In der Kammer der Standesherren gehörte Sigel seit 1862 der dortigen Finanzkommission und dem Weiteren Ständischen Ausschuss an. Seit 1866 war er zudem Schriftführer im Vorstand der Kammer und gehörte den Kommissionen für Volkswirtschaft, für Rechenschaftsbericht und für die Prüfung der Ständischen Kassenrechnung an.

## Privatleben
Sigel war evangelisch und heiratete im Jahre 1839 Luise Seeger (* 1815; † 1898) aus Lorch. Aus der Ehe gingen fünf Söhne hervor. Sigels Grab befindet sich auf dem Fangelsbachfriedhof in Stuttgart.

## Ehrungen
- 1850 Ritter des Ordens der Württembergischen Krone, womit der persönliche württembergische Adel verbunden war.[3]
- 1856 Komtur Zweiter Klasse des Friedrichs-Ordens[4]
- 1861 Komtur des Ordens der Württembergischen Krone[5]
- 1864 Komtur Erster Klasse des Friedrichs-Ordens[6]
- Orden der Eisernen Krone II. Klasse[7]
- Kommandeur des Franz-Joseph-Ordens[7]
- Zweite Klasse des königlich-preußischen Roten Adlerordens[7]
- Ritter des königlich-portugiesischen Christusordens[7]
- Ritter des großherzoglich-badischen Ordens vom Zähringer Löwen[7]